# Jane E. Clerk
Pour les articles homonymes, voir Clerk (homonymie).
Jane Elizabeth Clerk (26 mai 1904 - 5 juillet 1999) est une institutrice de Côte-de-l'Or et administratrice de l'enseignement public,. Pendant l'ère coloniale, elle faisait partie d'une première génération d'éducatrices pionnières qui sont finalement devenues les directrices des principales écoles publiques. À cette époque, Jane Clerk était directrice de l'école publique pour filles de Kumasi.

## Biographie

### Enfance et famille
Jane Elizabeth Clerk est née à Adawso dans la région de l'Est le 26 mai 1904 de Nicholas Timothy Clerk (en) (1862 –1961) et Anna Alice Meyer (1873 –1934). Septième des neuf enfants, Jane Clerk était un membre de la troisième génération de la famille Clerk (en), famille historique d'Accra,. Son père était un missionnaire de Bâle, le premier clerc synodal de l'église presbytérienne de la Gold Coast de 1918 à 1932 et un père fondateur de l'internat pour garçons, le Presbyterian Boys 'Secondary School, créé en 1938,,,. Sa mère, Anna Alice Meyer, femme au foyer et enseignante, était d'origine ga-danoise , dont le cousin était Emmanuel Charles Quist (en) (1880-1959), avocat et juge devenu le premier Président africain du Conseil législatif de 1949 à 1951, président de l'Assemblée nationale de 1951 à 1957 et premier président de l'Assemblée nationale du Ghana de mars 1957 à novembre 1957,. Le grand-père paternel de Jane Clerk, Alexander Worthy Clerk (1820-1906), un missionnaire morave jamaïcain est arrivé dans le protectorat danois de Christiansborg (maintenant la banlieue d'Osu) à Accra, en 1843, dans le cadre du groupe d'origine de 24 missionnaires antillais qui a travaillé sous les auspices de la Société missionnaire évangélique de Bâle en Suisse . A.W. Clerk a été un pionnier de l'église presbytérienne du Ghana et a co-fondé un pensionnat pour garçons, l'école Salem en 1843. Sa grand-mère paternelle, Pauline Hesse (1831–1909) était de la Gold Coast, et était d'origine danoise, ga et allemande. Sa grand-tante était Regina Hesse (1832–1898), éducatrice pionnière et directrice d'école.  
Son frère aîné, Carl Henry Clerk (en) (1895 –1982), rédacteur en chef, pédagogue, administrateur, journaliste et ministre presbytérien a été le quatrième clerc synodal de l'église presbytérienne de la Gold Coast de 1950 à 1954 et rédacteur en chef du journal Christian Messenger entre 1960 et 1963,,.  Theodore S. Clerk (en) (1909 - 1965), son frère cadet a été le premier architecte ghanéen à planifier et à développer la ville portuaire de Tema,,. Sa sœur cadette, Matilda J. Clerk (1916-1984) a été la deuxième femme médecin ghanéenne ainsi que la première femme au Ghana et en Afrique de l'Ouest à obtenir un diplôme de troisième cycle,. Parmi ses neveux et nièces, on compte la diplomate Pauline M. Clerk (1935-2013), l'universitaire Nicholas T. Clerk (en) (1930–2012), le botaniste George C. Clerk (en) (1931–2019) et le psychiatre Alexander A. Clerk (en) (1947-),,,,.

### Éducation et formation
Jane Clerk a fait ses premières études à l'école primaire de la Mission de Bâle à Larteh Akuapem où son père était en poste comme ministre de district pour ce presbytère. Elle est allée dans un pensionnat pour filles à Aburi, une ville dans laquelle son grand-père avait vécu. Elle a fréquenté le Aburi Women's Teacher Training College (maintenant le Presbyterian Women's College of Education ) où elle a étudié la pédagogie et a été l'une des deux élèves du premier groupe de l'école en 1928 . En 1946, Jane Clerk faisait partie d'un groupe restreint d'enseignants chevronnés qui ont reçu des bourses d'études en milieu de carrière pour une formation complémentaire professionnelle à l'étranger à l'Institut d'éducation (en) de l'université de Londres qui fait aujourd'hui partie de l'University College de Londres, où elle a obtenu un associé Certificat en éducation à la fin du cours de dix-huit mois.  

### Carrière
Jane Clerk a enseigné dans diverses écoles à Aburi et Agogo au début de sa carrière. Elle a été transférée à Kumasi et nommée directrice de l'école publique des filles. Elle a ensuite été élevée au poste d'agente d'éducation adjointe en 1947. En 1952, elle est devenue responsable de l'éducation pour la ville de Koforidua où ses rôles et responsabilités comprenaient la supervision générale et l'inspection des écoles, domaine masculin à l'époque. Elle a pris sa retraite de sa carrière d'enseignante en 1959.  

## Mort
Elle est décédée de causes naturelles en 1999 à Osu, Accra à l'âge de quatre-vingt-quinze ans. Ses restes ont été enterrés au cimetière d'Osu à Accra . 